# Taxigramma pluriseta
Taxigramma pluriseta is een vliegensoort uit de familie van de dambordvliegen (Sarcophagidae). De wetenschappelijke naam van de soort is voor het eerst geldig gepubliceerd in 1895 door Louis Pandellé.